# Еделев, Аркадий Леонидович
Аркадий Леонидович Еделев (28 марта 1952, Дарасун, Карымский район, Читинская область, СССР — 21 декабря 2020) — советский и российский деятель органов государственной безопасности и внутренних дел. Заместитель министра внутренних дел Российской Федерации — начальник Регионального оперативного штаба по проведению контртеррористической операции в Чеченской Республике с сентября 2004 по 18 февраля 2010. Генерал-полковник милиции (2005). Кандидат юридических наук.

## Биография
Родился 28 марта 1952 в посёлке Дарасун Карымского района Читинской области.
В 1974 окончил Томский политехнический институт. В 1978 окончил Высшую школу КГБ СССР имени Ф. Э. Дзержинского.
С 1974 по 1976 работал в Ленинабадской области Таджикской ССР (ныне Согдийская область Таджикистана).
С 1978 по 2004 служил в органах государственной безопасности СССР и Российской Федерации.
С 1992 по 1998 — начальник отдела по обеспечению безопасности стратегических объектов Забайкальского регионального управления ФСБ России.
С 1998 по 2000 — руководитель службы на Кавказских Минеральных водах Управления ФСБ России по Ставропольскому краю.
С 2001 по 2003 — начальник оперативно-координационного Управления ФСБ России по Северному Кавказу.
С сентября 2004 по 18 февраля 2010 — заместитель министра внутренних дел Российской Федерации. Возглавлял Региональный оперативный штаб по проведению контртеррористической операции на Северном Кавказе, а после его преобразования — созданный на его основе Оперативный штаб Чеченской Республики по проведению контртеррористической операции. Лично возглавлял спецоперации против боевиков в Кабардино-Балкарии, Дагестане и Чечне.
Указом Президента Российской Федерации в 2005 присвоено специальное звание «генерал-полковник милиции».
С 17 апреля 2010 по 4 апреля 2011 — заместитель Полномочного представителя президента Российской Федерации в Северо-Кавказском федеральном округе. Курировал взаимодействие с приграничными государствами.
Похоронен в Москве на Троекуровском кладбище.

## Семья
Женат. Сын — Дмитрий Еделев.

## Награды
- Орден «За военные заслуги»
- Медаль ордена «За заслуги перед Отечеством» II степени
- Орден Кадырова (8 мая 2007)[4]
- Орден Дружбы (27 мая 2009, Южная Осетия) — за большой вклад в развитие дружественных отношений между народами Южной Осетии и Российской Федерации, высокий профессионализм и активное содействие в ликвидации последствий грузинской агрессии, укреплении законности и правопорядка в Республике Южная Осетия[5]

## Оценки
«Медов нажил огромное состояние и эти деньги, несколько миллионов долларов, заплатил за должность министра внутренних дел Ингушетии и генерала МВД. Он сам всегда рассказывает, сколько он денег заплатил за эти дела, один раз сказал, что миллион долларов. Они большие друзья с Аркадием Еделевым», — рассказывал в 2009 году Макшарип Аушев.